# Dreams and Nightmares
Albums de Meek Mill
Dreamchasers 2
(2011) Dreamchasers 3
(2013)
Singles
1. Amen
Sortie : 19 juin 2012
2. Burn
Sortie : 11 septembre 2012
3. Young & Gettin' It
Sortie : 2 octobre 2012
4. Believe It
Sortie : 19 février 2013

Dreams and Nightmares est le premier album studio de Meek Mill, sorti le 30 octobre 2012.
L'album s'est classé 1er au Top R&B/Hip-Hop Albums et au Top Rap Albums et 2e au Billboard 200 et au Top Digital Albums.

## Listes des titres
| 1.    | Dreams and Nightmares (Produit par The Beat Bully)                                                               | Robert Williams, Anthony Tucker                                                               | Get Smoked de Lil Mouse                                       | 3:50 |
| 2.    | In God We Trust (Produit par Black Metaphor)                                                                     | Williams, Byron Forest II                                                                     |                                                               | 4:37 |
| 3.    | Young & Gettin' It (featuring Kirko Bangz – Produit par Jahlil Beats)                                            | Williams, Kirk Randle, Orlando Tucker                                                         |                                                               | 3:26 |
| 4.    | Traumatized (Produit par Boi-1da)                                                                                | Williams, Matthew Samuels                                                                     | Big Freestyle de Meek Mill                                    | 4:10 |
| 5.    | Believe It (featuring Rick Ross – Produit par Young Shun)                                                        | Williams, William Roberts II, Roshun Walker                                                   |                                                               | 3:31 |
| 6.    | Maybach Curtains (featuring Nas, Rick Ross et John Legend – Produit par Infamous et The Agency)                  | Williams, Roberts II, Nasir Jones, John Stephens, Marco Rodriguez-Diaz                        | Juicy de The Notorious B.I.G.                                 | 4:52 |
| 7.    | Amen (featuring Drake – Produit par Key Wane et Jahlil Beats)                                                    | Williams, Aubrey Graham, Jeremy Felton, Dwane Weir II, Tucker                                 |                                                               | 4:49 |
| 8.    | Young Kings (Produit par Lee Major)                                                                              | Williams, Leigh Elliott                                                                       |                                                               | 3:51 |
| 9.    | Lay Up (featuring Wale, Rick Ross et Trey Songz – Produit par Kane Beatz et Ashanti « The Mad Violinist » Floyd) | Williams, Roberts II, Olubowale Akintimehin, Tremaine Neverson, Ashanti Floyd, Daniel Johnson |                                                               | 4:07 |
| 10.   | Tony Story (Pt. 2) (Produit par Boi-1da)                                                                         | Williams, Samuels                                                                             |                                                               | 4:23 |
| 11.   | Who You're Around (featuring Mary J. Blige – Produit par Tommy « TBHITS » Brown et Travis Sayles)                | Williams, Mary J. Blige, Tommy Brown, Travis Sayles                                           | Long Red de Mountain                                          | 3:19 |
| 12.   | Polo & Shell Tops (Produit par Cardiak)                                                                          | Williams, Carl McCornick                                                                      |                                                               | 3:26 |
| 13.   | Rich & Famous (featuring Louie V – Produit par Jahlil Beats)                                                     | Williams, Vincent Robinson, Tucker                                                            | Bag of Money de Wale featuring Rick Ross, Meek Mill et T-Pain | 4:15 |
| 14.   | Real Niggas Come First (Produit par Kenoe et Got Koke)                                                           | Williams, Maurice Jordan                                                                      | Tightrope de l'Electric Light Orchestra                       | 3:32 |
| 56:35 | |                                                                                               |                                                               |      |

| 15. | Burn (featuring Big Sean – Produit par Jahlil Beats)                     | Williams, Sean Anderson, Tucker                       |                                                            | 3:36 |
| 16. | Freak Show (featuring 2 Chainz et Sam Sneak – Produit par The Renegades) | Williams, Tauheed Epps, Mervin Riviere, Bryan Johnson | Slob on My Knob de Tear Da Club Up Thugs featuring Juicy J | 3:21 |